# Animals as Leaders
Gli Animals as Leaders sono un gruppo musicale progressive metal statunitense nato per iniziativa del chitarrista Tosin Abasi in collaborazione con il chitarrista Javier Reyes e il batterista Navene Koperweis. Il loro omonimo album di debutto è stato pubblicato nel 2009 dalla Prosthetic Records.

## Storia del gruppo

### Primi anni (2007-2010)
La Prosthetic Records notò Tosin Abasi quando ancora militava nel gruppo metalcore Reflux e gli propose di produrre un album solista. Inizialmente il chitarrista rifiutò, ritenendolo "egoistico e superfluo", ma dopo lo scioglimento del gruppo cambiò idea e decise di accettare l'offerta. Il nome "Animals as Leaders" fu ispirato dal racconto del 1992 Ishmael di Daniel Quinn.
Il primo album del progetto, omonimo, fu registrato ad inizio 2008. Fu lo stesso Abasi a registrare tutte le tracce di basso e chitarra in collaborazione con Misha Mansoor dei Periphery che programmò tutte le parti di batteria e i vari effetti al sintetizzatore. L'album viene così pubblicato il 28 aprile 2009. Reclutato il turnista Matt Halpern, l'anno seguente gli Animals as Leaders si occuparono della promozione dell'album esibendosi dal vivo e partecipando, tra luglio e agosto, al Summer Slaughter con Decapitated, Vital Remains, Carnifex, The Faceless, All Shall Perish, The Red Chord, Cephalic Carnage, Veil of Maya e Decrepit Birth; la serie di concerti continuò con un tour di supporto a Circa Survive e Dredg da metà 2010 ad inizio 2011 a cui ne seguì un ulteriore con Underoath, Thursday e A Skylift Living.
Dopo la partecipazione allo spettacolo di beneficenza della Croce Rossa intitolato alla House of Blues di West Hollywood, California, denominato Josh Barnett Presents the Sun Forever Rising del 26 maggio 2011, il gruppo si è imbarcato nel primo tour da headliner reclutando come gruppi di supporto Intronaut, Dead Letter Circus, Last Chance to Reason e Evan Brewer.

### WeightlesseThe Joy of Motion(2011-2014)

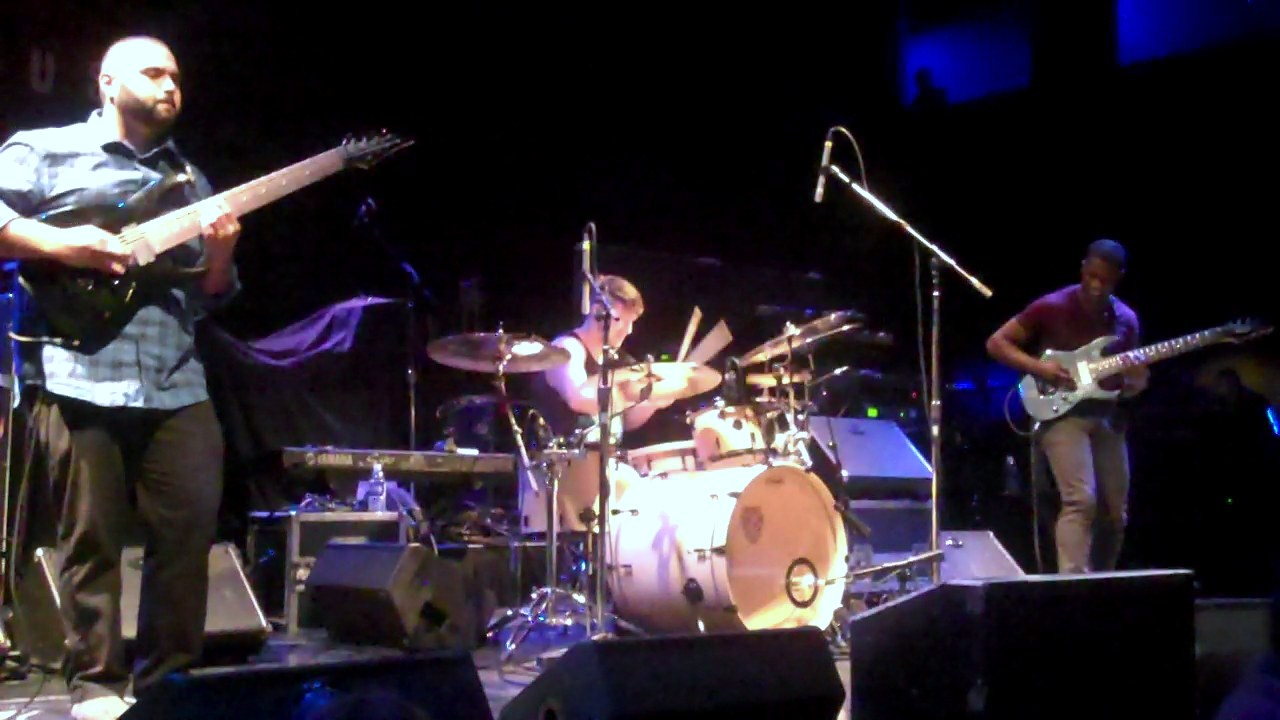
Il gruppo in concerto alla House of Blues di West Hollywood il 24 novembre 2010

Nel giugno 2011 gli Animals as Leaders hanno annunciato di essere nella fase di registrazione delle tracce per un secondo album. Nella prima parte del 2011 Abasi e Javier Reyes hanno entrambi collaborato con il batterista dei Suicidal Tendencies Eric Moore e il polistrumentista ex-componente dei The Mars Volta Adrián Terrazas González al progetto T.R.A.M. (acronimo delle iniziali di Terrazas, Reyes, Abasi e Moore). Nel settembre successivo gli Animals as Leaders hanno supportato i Between the Buried and Me nel loro tour europeo.
Nell'ottobre 2012 Reyes ha annunciato il suo progetto parallelo Mestis, pubblicando l'EP di debutto Basal Ganglia un mese più tardi attraverso la Sumerian Records, con cui anche gli Animals ad Leaders firmano un contratto discografico.
Il 14 febbraio 2014 viene annunciata l'uscita del terzo album, The Joy of Motion, avvenuta il 25 marzo; per la sua promozione è stato reso disponibile per l'ascolto il brano Tooth and Claw. Il disco rappresenta inoltre il primo con il batterista Matt Garstka.

### The Madness of ManyeParrhesia(2016-presente)
A metà del 2016 hanno intrapreso un tour assieme agli Intervals e al chitarrista Plini e intorno allo stesso periodo hanno annunciato l'uscita del quarto album in studio, intitolato The Madness of Many e pubblicato l'11 novembre 2016.
Il 25 marzo 2022 hanno pubblicato il quinto nuovo Parrhesia, anticipato dai video dei brani Monomyth e Red Miso.

## Formazione
Attuale
- Tosin Abasi – chitarra (2007-presente)
- Javier Reyes – chitarra (2009-presente)
- Matt Garstka – batteria (2012-presente)

Ex-componenti
- Chebon Littlefield – basso, sintetizzatore (2007-2008)
- Matt Halpern – batteria (2009)
- Navene Koperweis – batteria (2010-2012)

## Discografia

### Album in studio
- 2009 – Animals as Leaders
- 2011 – Weightless
- 2014 – The Joy of Motion
- 2016 – The Madness of Many
- 2022 – Parrhesia

### Album dal vivo
- 2018 – Live 2017

### Singoli
- 2010 – Wave of Babies
- 2021 – Monomyth